# Panneau de signalisation d'une limitation de hauteur en France
Le panneau de signalisation routière français circulaire à fond blanc, bordé d’une couronne rouge et portant en son centre une inscription en mètres bordée par deux flèches situées respectivement au-dessus et en dessous signale à l’usager de la route une interdiction d’accès aux véhicules ayant une hauteur, chargement compris, supérieure à la valeur indiquée.

## Usage
Sans préjudice des dispositions de l’article 49-1, la signalisation de position se fait à l’aide de ce panneau indiquant la hauteur limite. Celle-ci doit être inférieure de 0,20 à 0,30 m à la hauteur minimale réelle de l’ouvrage ou d’un portique G3. À noter que si la hauteur libre varie, notamment en raison d'un rechargement de la chaussée, ces chiffres doivent être modifiés en conséquence.
Tous les passages où la hauteur libre au-dessus d'un point quelconque de la chaussée mesurée normalement à celle-ci est inférieure à 4,30 m, doivent être signalés.
Le panneau B12 s'emploie également à un passage à niveau équipé d’un portique G3. La hauteur limite indiquée doit être inférieure à celle des fils de contact de 1,30 m si la tension nominale excède 1 500 V, de 1,05 m dans le cas contraire.
Dans le cas d'un pont ou d'un tunnel, il est recommandé de répéter le panneau B12 sur l'ouvrage dans l'axe de la chaussée.
Lorsque la hauteur libre est variable (cas notamment des ponts voûtés) il est recommandé d'indiquer sur les bandeaux la cote libre en différents points et notamment aux droits des bords de chaussées, ainsi qu'aux points, s'ils existent, où cette cote atteint 4,30m sur route et 4,75 m sur autoroute. À noter que si la hauteur libre varie, notamment en raison d'un rechargement de la chaussée, ces chiffres doivent être modifiés en conséquence.
Étant donné la diversité des conditions locales, il ne paraît pas possible de normaliser ces indications qui doivent toujours être lisibles et faciles à interpréter.

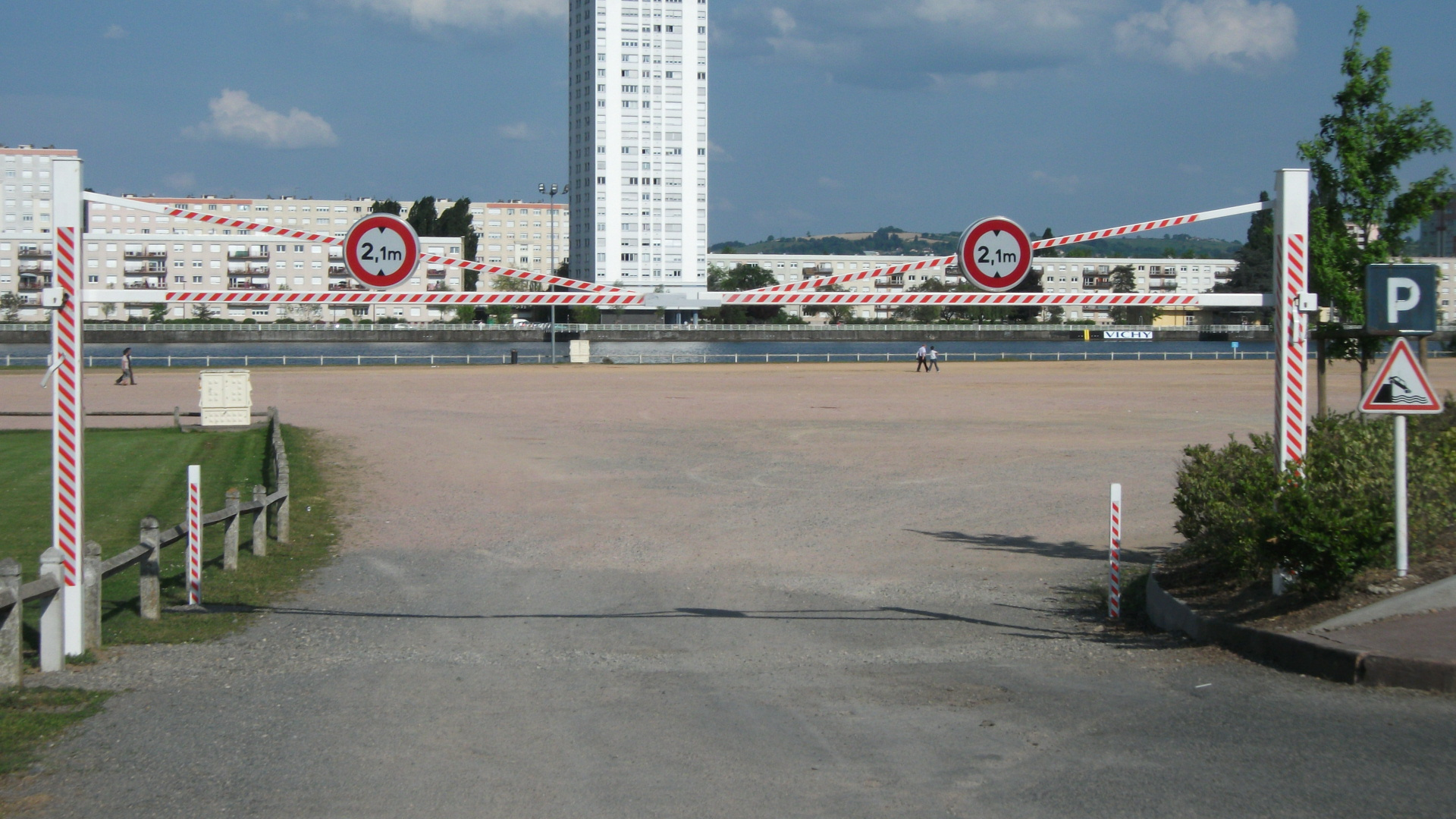
Utilisation des panneaux B12 de limitation de hauteur sur portique.
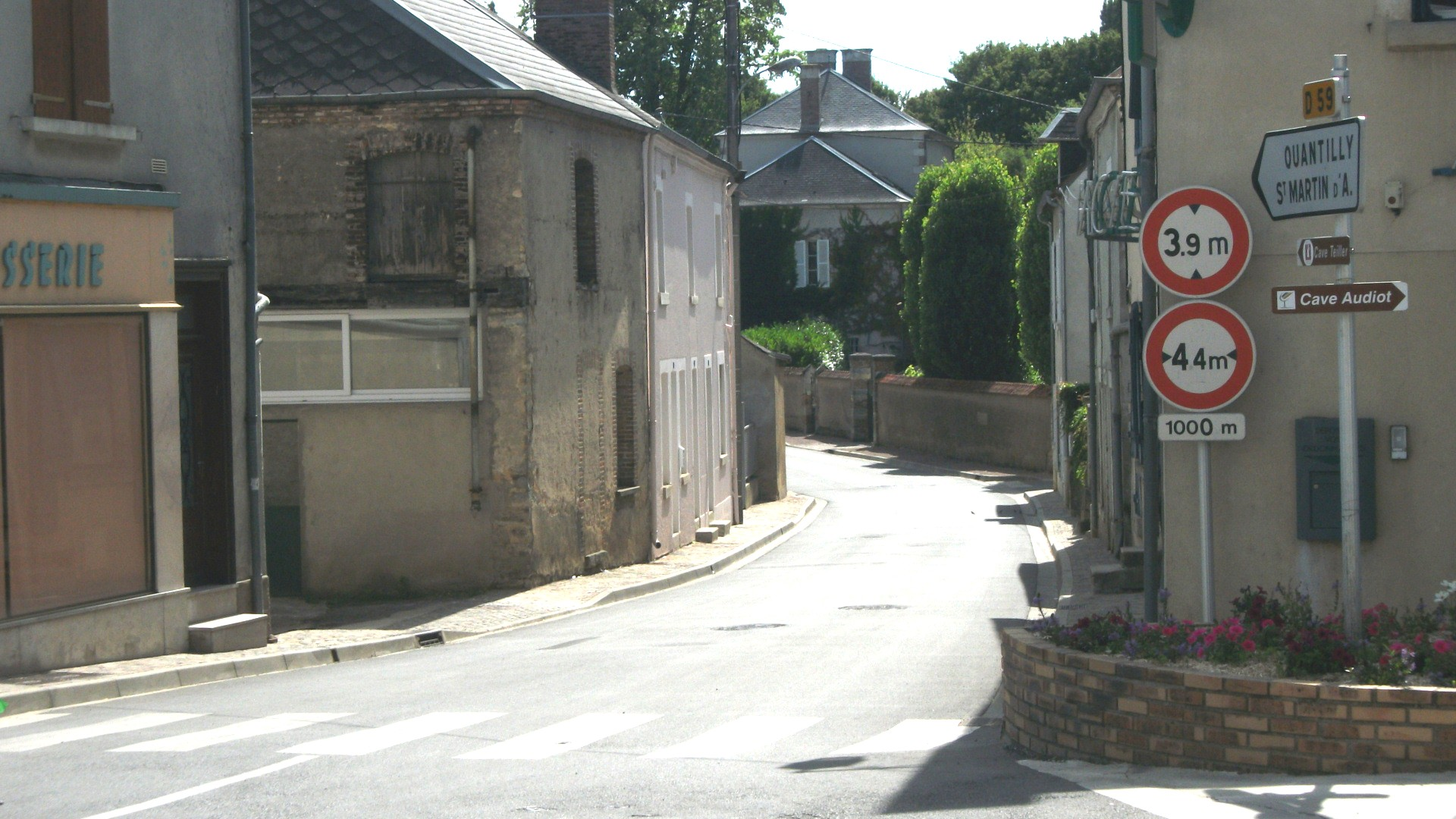
Utilisation du panneau B12, en présignalisation, indiquant qu'à 1 000 mètres la hauteur de la route est limitée à 3,9 mètres.
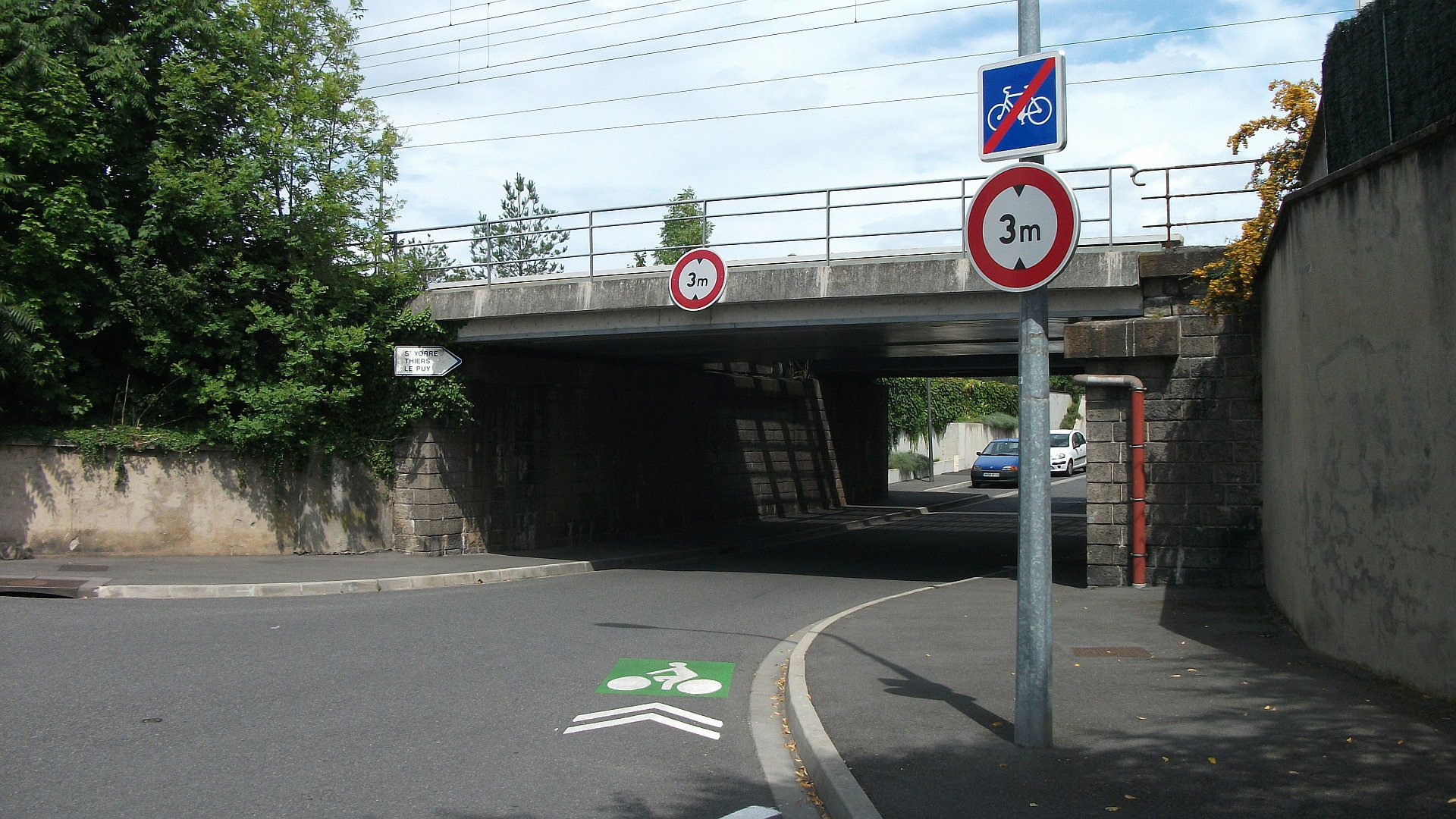
Panneau B12 en position au franchissement d'un pont.

## Caractéristiques
Il existe cinq gammes de dimensions de panneaux de prescription.

## Implantation
Les panneaux de prescription du type B12 sont placés au voisinage immédiat de l'endroit où la prescription commence à s'imposer. Ils doivent être répétés après chaque intersection autre que celles avec des voies privées non ouvertes à la circulation publique ou des chemins de terre.

### Distance latérale

Implantation d'un panneau de prescription sur trottoir en agglomération

Sauf contrainte de site, la distance entre l'aplomb de l'extrémité du panneau situé du côté de la chaussée et la rive voisine de cette extrémité ne doit pas être inférieure à 0,70 m.
En rase campagne, les panneaux sont placés en dehors de la zone située en bord de chaussée et traitée de telle façon que les usagers puissent y engager une manœuvre de redirection ou de freinage dite « zone de récupération », ou leur support au minimum à 2 m du bord voisin de la chaussée, à moins que des circonstances particulières s'y opposent (accotements étroits, présence d'une plantation, d'une piste cyclable, d'une voie ferrée, etc.).
En agglomération, les panneaux sont placés de manière à minimiser la gêne des piétons.
Le support d'un signal peut aussi être implanté sur une propriété riveraine ou ancré à une façade après accord du propriétaire ou par application si cela est possible en vertu du décret-loi du 30 octobre 1935 et du décret 57-180 du 16 février 1957.

### Hauteur au-dessus du sol
En rase campagne, la hauteur réglementaire est fixée en principe à 1 m (si plusieurs panneaux sont placés sur le même support, cette hauteur est celle du panneau inférieur), hauteur assurant généralement la meilleure visibilité des panneaux frappés par les feux des véhicules. Elle peut être modifiée compte tenu des circonstances locales soit pour assurer une meilleure visibilité des panneaux, soit pour éviter qu'ils masquent la Circulation.
En agglomération, lorsqu’il y a un éclairage public, les panneaux peuvent être placés à une hauteur allant jusqu'à 2,30 m pour tenir compte notamment des véhicules qui peuvent les masquer, ainsi que de la nécessité de ne gêner qu'au minimum la circulation des piétons.

### Position de la face
Le plan de face avant d'un panneau implanté sur accotement ou trottoir doit être légèrement incliné de 3 à 5° vers l'extérieur de la route afin d'éviter le phénomène de réflexion spéculaire qui peut, de nuit, rendre le panneau illisible pendant quelques secondes.

## Visibilité de nuit
Les panneaux et panonceaux de signalisation doivent être visibles et garder le même aspect de nuit comme de jour. Les signaux de danger sont tous rétroréfléchissants ou éventuellement dans certaines conditions définies ci-dessous, éclairés.
Les revêtements rétroréfléchissants doivent avoir fait l'objet, soit d'une homologation, soit d'une autorisation d'emploi à titre expérimental. La rétroréflectorisation porte sur toute la surface des panneaux et panonceaux à l'exception des parties noires ou grises.